# CRKSV Jong Colombia
CRKSV Jong Colombia ist ein Fußballverein aus Boca Sami auf der Insel Curaçao und spielt in der Saison 2015 in der Sekshon Pagá, der höchsten Spielklasse des nationalen Fußballverbands von Curaçao. Der Verein ist zwölfmaliger Gewinner der Sekshon Pagá und gewann ebenfalls zwölf Mal die Kopa Antiano. Zudem nahm der CRKSV Jong Colombia zweimal am Finale des CONCACAF Champions Cup teil. Seine Heimspiele trägt der Verein im Stadion Ergilio Hato aus.

## Erfolge
- Kopa Antiano[1]

Meister: 1966, 1968, 1971, 1972, 1973, 1974, 1975, 1978, 1988, 1994, 1996, 2000/01
- Sekshon Pagá[2]

Meister: 1963, 1965, 1966, 1967, 1969, 1972, 1973, 1975, 1978, 1988, 1994, 2000
- CONCACAF Champions Cup

Finalist: 1967, 1979

## Spieler
- Brutil Hosé (199?–1998) Jugend,
- Richmar Siberie (19??–199?) Jugend